# ファイヤープロレスリングG
『ファイヤープロレスリングG』は、1999年6月24日に日本のヒューマンから発売されたPlayStation用プロレスゲーム。
同社による『ファイヤープロレスリングシリーズ』のPlayStation用ソフト第2作目。前作となるセガサターン用ソフト『ファイヤープロレスリングS シックスメン・スクランブル』（1996年）から基本的なゲームシステムを継承しているが、1試合におけるレスラー数が最大6名から4名に変更された。
開発はヒューマンが行い、プロデューサーはPlayStation用ソフト『ありす in Cyberland』（1996年）を手掛けた黒田志郎、ディレクターはPlayStation用ソフト『エピカ・ステラ』（1998年）を手掛けた田村季章、音楽はスーパーファミコン用ソフト『スーパーテトリス3』（1994年）を手掛けた後藤重満およびPlayStation用ソフト『続・御神楽少女探偵団 〜完結編〜』（1999年）を手掛けた国分康人が担当している。
本作発売後の1999年11月、ヒューマン株式会社は和議を申請し事実上倒産。翌2000年1月、和議を取り下げ破産した為に同社から発売された『ファイヤープロレスリングシリーズ』として最後の作品となった。後に権利を取得したスパイクから本作品の廉価版が2000年6月1日に販売された。
本作はゲーム誌『ファミ通』の「クロスレビュー」においてシルバー殿堂を獲得した。2009年にはPlayStation 3およびPlayStation Portableのゲームアーカイブス対応ソフトとして配信された。

## ゲーム内容

### システム
セガサターン用ソフト『ファイヤープロレスリングS シックスメン・スクランブル』（1996年）の基本システムを踏襲したが、試合に出場出来る最大同時人数が4人に変更となった。
スーパーファミコン用ソフト『スーパーファイヤープロレスリングSPECIAL』（1994年）以来のストーリーモード「ファイティングロード」を収録。
プレイヤーがアクション操作を行わなず、CPUロジックを調整して勝ち抜き戦を行う「エディットランキング」を収録。
レスラースキルの項目に「特殊スキル」が追加。ピンチになるとクリティカル率が上昇する「一発逆転」等、8種類のスキルが設定された。
走りダウン技が追加。ダウン中の相手に走り込みながらエルボードロップなどの技を放てるようになった。
PocketStationに対応、ミニゲーム集「ファイプロポケット」がプレイできる。

### モード
- ファイティングロード
- エディットランキング
- ワンナイトマッチ
- ワンナイトトーナメント
- オープンリーグ
- イリミネーションマッチ
- バトルロイマル
- デスマッチ
- グルーサムファイティング
- タイトルマッチ

「ファイティングロード」モードを最低1回クリアしないと出現しない隠しモード。
- エディットモード
- 道場

スーパーファミコン版スーパーファイヤープロレスリング以来の収録となるチュートリアルモード。
- オプション
- メモリーカード

PocketStationのデータ管理もここから行う。

### ファイプロポケット
PocketStation用ミニゲーム集。ミニゲームで経験値を100貯めると「エディットランキング」モードのレスラーポイント1に変換可能（変換は最大30ポイントまで）。
ミニゲームの種類
- ベンチプレス
- スクワット
- ランニング
- 道場破り退治

## 設定
以下にファイティングロードの設定を記す。

### ストーリー
主人公は若元一徹の経営するプロレス道場に入門、同期の坂上浩一と共にプロデビューを目指す。その後主人公と坂上はそれぞれ別の団体に入門することとなり、「いつか大きな舞台で」と再会と対戦を誓う。

### ルート
- VIEW JAPAN

ビクトリー武蔵が設立した団体。主人公は正統派レスラーの道を歩むこととなる。
- OLIVE JAPAN

グレート司馬が設立した団体。主人公は自分なりの王道プロレスを築くこととなる。
- 新生 IW

沖田勝志が設立した団体。主人公は3つの軍団による混沌とする抗争劇に身を投じることとなる。
- UHW

旧UHW崩壊後、冴刃明、梶原丈などが設立した格闘技志向の団体。主人公は更に分裂するいずれかの団体に参加し「総合格闘技不敗伝説を持つ男」ニクソン・ステイシーとの対戦を目指すこととなる。
- USA

ゾンビ・マサに見いだされた主人公はアメリカ修行に出る。WWCかWFWのどちらかの団体に参戦することとなる。
- ジュニア（隠しルート）

主人公はブレード・ハヤテが設立した団体ゆきぐにプロレスに入門後、他団体へ修行に出る。最終的に「キング・オブ・ワールド・ジュニアトーナメント」に参加し優勝を目指す。

### シナリオの分差システム
シナリオは、要所の選択肢によって加点される「性格パラメータ」、特定の試合の勝敗、試合内容によって得られる「人気ポイント」（プロレス的に「しょっぱい」試合内容だと評価を得られない）、試合で使用した技の属性がシナリオ分散の査定に使われる。 
高評価を得ることで見ることが出来るグットエンディングに1回たどり着くと、隠しルート「ジュニア」が解放される 。

## 登場レスラー
以下に本作のレスラーを記す。★マークは隠しレスラーとなっている。
| 団体名                                            | 名前                         | ニックネーム               | 必殺技                                   | モデルレスラー                 |
| ------------------------------------------------- | ---------------------------- | -------------------------- | ---------------------------------------- | ------------------------------ |
| VIEW JAPAN （新日本プロレス）                     | ファイター大和               | 不屈の飛龍                 | ドラゴンスリーパーホールド               | 藤波辰爾                       |
| VIEW JAPAN （新日本プロレス）                     | クラッシャー旗本             | 爆殺クラッシャー           | デンジャラスDDT                          | 橋本真也                       |
| VIEW JAPAN （新日本プロレス）                     | バイオレンス河野             | 狂乱の獅子王               | STF                                      | 蝶野正洋                       |
| VIEW JAPAN （新日本プロレス）                     | 俊藤剣                       | 風雲剣士                   | ラウンディング・ボディプレス             | 武藤敬司                       |
| VIEW JAPAN （新日本プロレス）                     | サムライ・ジロー             | 維震の頭目                 | 侍パワーボム                             | 越中詩郎                       |
| VIEW JAPAN （新日本プロレス）                     | ストーム慶介                 | 爆走重戦車                 | ノーザンライトボム                       | 佐々木健介                     |
| VIEW JAPAN （新日本プロレス）                     | 山本和輝                     | 熱き蹴撃手                 | ハイキックラッシュ                       | 山崎一夫                       |
| VIEW JAPAN （新日本プロレス）                     | 水戸勇                       | 技巧の仕事師               | ミトクラッチ                             | 木戸修                         |
| VIEW JAPAN （新日本プロレス）                     | バッファロー天本             | 突撃暴れ牛                 | ダイビングヘッドバット                   | 天山広吉                       |
| VIEW JAPAN （新日本プロレス）                     | 木嶋悟                       | 放たれた猛獣               | 叩きつけラリアット                       | 小島聡                         |
| VIEW JAPAN （新日本プロレス）                     | 高橋衛                       | ファイティングヘラクレス   | アルゼンチンバックブリーカー             | 中西学                         |
| VIEW JAPAN （新日本プロレス）                     | 阪田祐次郎                   | マスキュリンシューター     | 変形四の字固め                           | 永田裕志                       |
| VIEW JAPAN （新日本プロレス）                     | イナズマ拳悟                 | 甦る鉄拳                   | 稲妻レッグラリアット                     | 木村健悟                       |
| VIEW JAPAN （新日本プロレス）                     | 宏田純一                     | キラーマシーン             | 魔神風車固め                             | 平田淳嗣                       |
| VIEW JAPAN （新日本プロレス）                     | トシ護東                     | 地獄坊主                   | 地獄バックドロップ                       | 後藤達俊                       |
| VIEW JAPAN （新日本プロレス）                     | 杵塚貴幸                     | 北海のジャッカル           | ブリザードスープレックス                 | 飯塚高史                       |
| VIEW JAPAN （新日本プロレス）                     | 野原道憲                     | アニマルJr.                | チョークスラム                           | 小原道由                       |
| VIEW JAPAN （新日本プロレス）                     | 梯村徹                       | 飛龍の遺伝子               | ノーザンライトスープレックス             | 西村修                         |
| VIEW JAPAN （新日本プロレス）                     | 蓮田高男                     | そびえ立つ巨壁             | タイガードライバー                       | 安田忠夫                       |
| VIEW JAPAN （新日本プロレス）                     | レイジング・ヒロ             | ロンリーレジスタンス       | ダイビングセントーン                     | ヒロ斉藤                       |
| VIEW JAPAN （新日本プロレス）                     | 五十嵐利明                   | 闇狩人                     | フィッシャーマンズスープレックス         | 小林邦明                       |
| VIEW JAPAN （新日本プロレス）                     | 最上飛鳥                     | リングのムササビ           | ダイビングボディプレス                   | 野上彰                         |
| VIEW JAPAN （新日本プロレス）                     | 内藤秋吉                     | 突撃喧嘩拳                 | 浴びせ蹴り                               | 齋藤彰俊                       |
| VIEW JAPAN （新日本プロレス）                     | ビッグ・ダイナモ             | 破壊の使徒                 | ストレッチバスター                       | ビッグ・タイトン               |
| VIEW JAPAN （新日本プロレス）                     | 超帝スーパーカイザー         | 時の皇帝                   | 踏み込み掌底                             | 獣神サンダー・ライガー         |
| VIEW JAPAN （新日本プロレス）                     | E・カミカゼ                  | 士魂の隼                   | 垂直落下式リバースDDT                    | エル・サムライ                 |
| VIEW JAPAN （新日本プロレス）                     | 鎌本鋭司                     | 猛き猛虎                   | タイガー・スープレックス                 | 金本浩二                       |
| VIEW JAPAN （新日本プロレス）                     | 大刈真一郎                   | ジュニアの若頭             | ドラゴン・スープレックス                 | 大谷晋二郎                     |
| VIEW JAPAN （新日本プロレス）                     | ブシドー・ヤ・シン           | 仮面の関節鬼               | 飛びつき腕ひしぎ逆十字固め               | ケンドー・カ・シン             |
| VIEW JAPAN （新日本プロレス）                     | 鷹龍岩人                     | タフネスボーイ             | デスバレーボム                           | 高岩竜一                       |
| VIEW JAPAN （新日本プロレス）                     | ビクトリー 武蔵★             | 闘いの伝説                 | 延髄斬り                                 | アントニオ猪木                 |
| VIEW JAPAN （新日本プロレス）                     | ハリケーン・力丸★            | 最後の志士                 | スコーピオンデスロック                   | 長州力                         |
| VIEW JAPAN （新日本プロレス）                     | シャウト溝口★                | アニマルパワー             | エルボードロップ                         | アニマル浜口                   |
| VIEW JAPAN （新日本プロレス）                     | マスク・ド・パンサー★        | 夢幻のヒーロー             | タイガースープレックス                   | タイガーマスク                 |
| VIEW JAPAN （新日本プロレス）                     | ダイナミック・キッド★        | 猛爆野郎                   | スーパーダイビングヘッドバット           | ダイナマイト・キッド           |
| VIEW JAPAN （新日本プロレス）                     | ブラック・パンサー★          | 夢幻ハンター               | リバースパイルドライバー                 | ブラック・タイガー             |
| VIEW JAPAN （新日本プロレス）                     | レイジング野中★              | いぶし銀                   | ジャンピングネックブリーカードロップ     | 保永昇男                       |
| VIEW JAPAN （新日本プロレス）                     | 若本一徹★                    | 鬼軍曹                     | ダイビングヘッドバット                   | 山本小鉄                       |
| OLIVE JAPAN （全日本プロレス）                    | 氷川光秀                     | ハイパーエルボー           | タイガー・ドライバー                     | 三沢光晴                       |
| OLIVE JAPAN （全日本プロレス）                    | 冨樫慶次                     | スパークフレッシュ         | ムーンサルトプレス                       | 小橋健太                       |
| OLIVE JAPAN （全日本プロレス）                    | 風魔利家                     | 燃える闘士                 | ジャンピングハイキック                   | 川田利明                       |
| OLIVE JAPAN （全日本プロレス）                    | 相模朗                       | 未完のプリンス             | 高角度喉輪落とし                         | 田上明                         |
| OLIVE JAPAN （全日本プロレス）                    | 伊達弘樹                     | 華麗な流星                 | ノーザンライト・スープレックス           | 馳浩                           |
| OLIVE JAPAN （全日本プロレス）                    | 秋沢瞬                       | 超新星                     | エクスプロイダー                         | 秋山準                         |
| OLIVE JAPAN （全日本プロレス）                    | 甲山良宏                     | 密林ファイター             | マシンガンストマックニーリフト           | 高山善廣                       |
| OLIVE JAPAN （全日本プロレス）                    | 大林剛雄                     | 密林王子                   | ダイビングダブルニードロップ             | 大森隆男                       |
| OLIVE JAPAN （全日本プロレス）                    | 本間羅魂                     | 吠える原人                 | 高角度ジャーマンスープレックス           | 本田多聞                       |
| OLIVE JAPAN （全日本プロレス）                    | 牧原武彦                     | 熱風児                     | STO                                      | 垣原賢人                       |
| OLIVE JAPAN （全日本プロレス）                    | 泉谷牛角                     | 平成頭突き王               | ダイビングヘッドバット                   | 泉田純                         |
| OLIVE JAPAN （全日本プロレス）                    | スター・バイソン             | リングの猛牛               | ウエスタン・ラリアット                   | スタン・ハンセン               |
| OLIVE JAPAN （全日本プロレス）                    | スター・セイバー             | 魔王の刺客                 | ワイルドボムホイップ                     | スーパー・ベイダー             |
| OLIVE JAPAN （全日本プロレス）                    | G・O=ブライト                | スープレックスモンスター   | 高速フルネルソンスープレックス           | ゲーリー・オブライト           |
| OLIVE JAPAN （全日本プロレス）                    | ジョン・ピース               | 金髪の餓狼                 | ジョンスパイク                           | ジョニー・エース               |
| OLIVE JAPAN （全日本プロレス）                    | デス・ハザーズA              | ブラッドバンク             | 旋回式ボディプレス                       | ザ・ヘッドハンターズ           |
| OLIVE JAPAN （全日本プロレス）                    | デス・ハザーズB              | ブラッドバンク             | ダイビングボディプレス                   | ザ・ヘッドハンターズ           |
| OLIVE JAPAN （全日本プロレス）                    | ナウマクア・モルダン         | ハワイの熱き風             | ハワイアンクラッシャー                   | マウナケア・モスマン           |
| OLIVE JAPAN （全日本プロレス）                    | ジャッカル・ボールフィールド | 獣の雄叫び                 | サンダーファイヤーパワーボム             | ウルフ・ホークフィールド       |
| OLIVE JAPAN （全日本プロレス）                    | トニー・ルイス               | 腕殺しテクニシャン         | リバースDDT                              | ジョニー・スミス               |
| OLIVE JAPAN （全日本プロレス）                    | 小淵沢昌紀                   | ジュニアの猛者             | バックドロップ                           | 渕正信                         |
| OLIVE JAPAN （全日本プロレス）                    | 野河芳直                     | 静寂の昇竜                 | 抱え式バックドロップホールド             | 小川良成                       |
| OLIVE JAPAN （全日本プロレス）                    | 明智清志                     | 特攻魂                     | 火の玉ボム                               | 菊地毅                         |
| OLIVE JAPAN （全日本プロレス）                    | グレート司馬★                | 世界を征する巨人           | ランニングネックブリーカードロップ       | ジャイアント馬場               |
| OLIVE JAPAN （全日本プロレス）                    | トミー・ボンバー★            | パワフル爆弾               | 元祖バックドロップ                       | ジャンボ鶴田                   |
| OLIVE JAPAN （全日本プロレス）                    | ハリー・テキサンJr.★         | グレートアメリカ           | スピニングトーホールド                   | ドリー・ファンク・ジュニア     |
| OLIVE JAPAN （全日本プロレス）                    | ビッグ・ザ・G・ブル★         | 哲学獣                     | キングコング・ニードロップ               | ブルーザー・ブロディ           |
| OLIVE JAPAN （全日本プロレス）                    | マスク・ド・パンサーII★      | 夢幻の請負人               | タイガードライバー                       | 2代目タイガーマスク            |
| 新生IW （新生FMW）                                | 沖田勝志                     | 炎のカリスマ               | サンダーファイヤー・パワーボム           | 大仁田厚                       |
| 新生IW （新生FMW）                                | サクソン春樹                 | ビッグバディ               | ラリアット                               | サムソン冬木                   |
| 新生IW （新生FMW）                                | ランマル                     | 翔く不死鳥                 | フェニックススプラッシュ                 | ハヤブサ                       |
| 新生IW （新生FMW）                                | パイオニア豪                 | 馬鹿まっしぐら             | ジャンピングネックブリーカードロップ     | 剛竜馬                         |
| 新生IW （新生FMW）                                | ハンター五条                 | 怒れる鬼神                 | フェイスバスター                         | ターザン後藤                   |
| 新生IW （新生FMW）                                | ボヘミアン犬磁               | フリーマン                 | ダイビングダブルニードロップ             | 高野拳磁                       |
| 新生IW （新生FMW）                                | マスター・トーゴー           | 暗黒大王                   | ビッグファイヤー                         | ミスター・ポーゴ               |
| 新生IW （新生FMW）                                | 棟矢久勝                     | 血に飢えた狼               | 高速バックドロップ                       | 大矢剛功                       |
| 新生IW （新生FMW）                                | デンジャー松原               | 鮮血の牙                   | クロスアームサンダーファイヤーパワーボム | 松永光弘                       |
| 新生IW （新生FMW）                                | Mr.芦屋                      | 黒き荒法師                 | ファイヤーサンダー                       | ミスター雁之助                 |
| 新生IW （新生FMW）                                | 畑中雅彦                     | グレネードボンバー         | ダイヤモンドダスト                       | 田中将斗                       |
| 新生IW （新生FMW）                                | 魔童                         | 狂える猛犬                 | ラリアット                               | 邪道                           |
| 新生IW （新生FMW）                                | 原沢宗司                     | アラビアンブラッド         | 拷問キャメルクラッチ                     | 中川浩二                       |
| 新生IW （新生FMW）                                | ウイニング亀村               | ヒューマン・トーチ         | ダイビングセントーン                     | W★ING金村                      |
| 新生IW （新生FMW）                                | 室田鉄彦                     | 魂の豪腕                   | ラリアット                               | 黒田哲広                       |
| 新生IW （新生FMW）                                | ドリーマー坂巻               | 夢見る中年                 | サンダーファイヤーパワーボム             | 中牧昭二                       |
| 新生IW （新生FMW）                                | アブドル・ザ・デンジャー     | 褐色の悪魔                 | エルボードロップホールド                 | アブドーラ・ザ・ブッチャー     |
| 新生IW （新生FMW）                                | ケリー・テキサン             | ワイルドブロンコ           | テキサスジャブ                           | テリー・ファンク               |
| 新生IW （新生FMW）                                | ザ・ジェノサイド             | リーサルウェポン           | 雪崩式パワーボム                         | ザ・グラジエーター             |
| 新生IW （新生FMW）                                | タトゥー                     | クレイジーアラビアン       | ムーンサルトプレス                       | サブゥー                       |
| 新生IW （新生FMW）                                | ログ・ランダム               | ハリウッドスター           | ハリウッドスタープレス                   | ロブ・ヴァン・ダム             |
| 新生IW （新生FMW）                                | 鬼童                         | 空飛ぶ悪鬼                 | 鬼童クラッチ                             | 外道                           |
| 新生IW （新生FMW）                                | ロッキー・ツジ               | ハードロックエクスプレス   | 垂直落下式ブレーンバスター               | リッキー・フジ                 |
| 新生IW （新生FMW）                                | 折原雅夫                     | ミスター・トンパチ         | 雪崩式ジャーマンスープレックス           | 折原昌夫                       |
| 新生IW （新生FMW）                                | マッド・タイガー★            | 血に飢えた虎               | コブラクロー                             | タイガー・ジェット・シン       |
| 新生IW （新生FMW）                                | ザ・ミステリアス・カグラ★    | 東洋の怪奇                 | 毒霧                                     | ザ・グレート・カブキ           |
| 新生IW （新生FMW）                                | ミスターK★                   | 一匹狼                     | リバースパイルドライバー                 | 北尾光司                       |
| R・Y・U (WAR)                                     | サンダー龍                   | 雷鳴戦士                   | パワーボム                               | 天龍源一郎                     |
| R・Y・U (WAR)                                     | 淡谷伸久                     | ブランニューサンダー       | ムーンサルトプレス                       | 荒谷望誉                       |
| ゆきぐにプロレス （みちのくプロレス）             | 神崎仁水                     | さすらいの荒法師           | 極楽固め                                 | 新崎人生                       |
| ゆきぐにプロレス （みちのくプロレス）             | グラン・マリポーサ           | ルチャの小さな偉人         | ウラカン・ラナ                           | グラン浜田                     |
| ゆきぐにプロレス （みちのくプロレス）             | ブレード・ハヤテ             | 東北の疾風                 | ハヤテスペシャル2号                      | ザ・グレート・サスケ           |
| ゆきぐにプロレス （みちのくプロレス）             | WAKAゆきぐに                 | 荒くれ一番星               | ゆきぐにドライバー2                      | TAKAみちのく                   |
| ゆきぐにプロレス （みちのくプロレス）             | ケリー・ボーイ               | 東北の荒馬                 | 羽根折り固め                             | テリー・ボーイ                 |
| ゆきぐにプロレス （みちのくプロレス）             | 怒乱・音羽                   | 浪花のエトワール           | 旋回式ドクターボム                       | 愚乱・浪花                     |
| ゆきぐにプロレス （みちのくプロレス）             | マスク・ド・パンサーIV       | 夢幻の原石                 | 高角度タイガースープレックス             | タイガーマスク (4代目)         |
| WWC (WCW)                                         | アックス・ドゥガン           | 無敵の超人                 | ギロチンドロップ                         | ハルク・ホーガン               |
| WWC (WCW)                                         | ウィル・コールドバック       | 新・人類                   | ジャックハマー                           | ビル・ゴールドバーグ           |
| WWC (WCW)                                         | フラッシュ・バートン         | 吼える閃光                 | ワイルドボムホイップ                     | スコット・ノートン             |
| WWC (WCW)                                         | ザ・スパイク                 | シルバースコーピオン       | サソリ固め                               | スティング                     |
| WWC (WCW)                                         | ビッグ・シュタイナー         | 豪腕ブルドッグ             | ブルドッキングヘッドロック               | リック・スタイナー             |
| WWC (WCW)                                         | スモール・シュタイナー       | マッチョハンサム           | 元祖フランケンシュタイナー               | スコット・スタイナー           |
| WWC (WCW)                                         | マッチョ・サーベル           | スーパーマッスル           | ドルフィンDエルボードロップ              | ランディ・サベージ             |
| WWC (WCW)                                         | ブラッド・ビート             | ブラッドスコーピオン       | サソリ固め                               | ブレット・ハート               |
| WWC (WCW)                                         | レビン・ガッシュ             | 秒の殺し屋                 | パワーボムホイップ                       | ケビン・ナッシュ               |
| WWC (WCW)                                         | Dグラス・エッジ              | ダイヤモンドブレイカー     | ダイヤモンドカッター                     | ダイヤモンド・ダラス・ペイジ   |
| WWC (WCW)                                         | ザ・グレイテスト・武道       | 妖忍者                     | ラウンディング・ボディプレス             | グレート・ムタ                 |
| WWC (WCW)                                         | スマッシャー・GG・ギガス     | フライングビースト         | ファイヤーサンダー                       | クラッシャー・バンバン・ビガロ |
| WWC (WCW)                                         | マイティボウイ・スミス       | 肉弾小僧                   | オクラホマスタンピート                   | デイビーボーイ・スミス         |
| WWC (WCW)                                         | コナン・ザ・ブルータル       | メヒコの野獣               | 逆片エビ固め                             | コナン                         |
| WWC (WCW)                                         | Fwoスパイク                  | 疑惑のスコーピオン         | ダイビングラリアット                     | nWoスティング                  |
| WWC (WCW)                                         | アステカ・ドラゴン           | 太陽の真竜                 | ドラゴンスリーパー                       | ウルティモ・ドラゴン           |
| WWC (WCW)                                         | 鬼龍                         | 飛龍戦士                   | プエロ・デ・アギラ                       | 獅龍                           |
| WWC (WCW)                                         | ワイルド・ファントム         | 天駆ける天馬               | 腕極めフェイスロック                     | ワイルド・ペガサス             |
| WWC (WCW)                                         | ブラック・カイザー           | 漆黒の皇帝                 | フロッグスプラッシュ                     | ブラック・タイガー             |
| WWC (WCW)                                         | シスコス                     | 狂った超帝                 | 雪崩式フランケンシュタイナー             | シコシス                       |
| WWC (WCW)                                         | レイ・ミステリアスJr.        | 天才飛行少年               | スイングフランケンシュタイナー           | レイ・ミステリオ・ジュニア     |
| WWC (WCW)                                         | ディック・スレンダー★        | 疑惑の貴公子               | 足4の字固め                              | リック・フレアー               |
| WFW (WWF)                                         | スチーム・オーディーン       | スチールゴールド           | SCスタナー                               | スティーブ・オースチン         |
| WFW (WWF)                                         | ナイト・ブラスター           | 殺刃超特急                 | ダイビングラリアット                     | ホーク・ウォリアー             |
| WFW (WWF)                                         | アイアン・ブラスター         | 暴走機関車                 | パワースラム                             | アニマル・ウォリアー           |
| WFW (WWF)                                         | スティル・ジェイムス         | 冷酷医師                   | 殺人バックドロップ                       | スティーブ・ウィリアムス       |
| WFW (WWF)                                         | ケリー・ボギー               | 人間核弾頭                 | ワイルドボム                             | テリー・ゴディ                 |
| WFW (WWF)                                         | ジ・アンダーグラウンド       | 地下の火葬人               | ジャンピングツームストンパイルドライバー | ジ・アンダーテイカー           |
| WFW (WWF)                                         | シュール・マイルズ           | ハートブレイク・キッド     | トラースキック                           | ショーン・マイケルズ           |
| WFW (WWF)                                         | コール・バイト               | 巨人新世紀                 | チョークスラム                           | ポール・ワイト                 |
| WFW (WWF)                                         | ラック・レイピア             | 人々の王者                 | ラックボトム                             | ロッキー・メイビア             |
| WFW (WWF)                                         | ドンハウンド                 | 危険な喜劇役者             | マンディブルクロー                       | マンカインド                   |
| WFW (WWF)                                         | ケイン・ハーロック           | シューティング・ヘラクレス | 裏アキレス腱固め                         | ケン・シャムロック             |
| WFW (WWF)                                         | マイン                       | 赤き魔獣                   | チョークスラム                           | ケイン                         |
| WFW (WWF)                                         | ダン・ダダーン               | アルティメットファイター   | ドラゴンスリーパー                       | ダン・スバーン                 |
| WFW (WWF)                                         | ビート・バン                 | 戦慄の拳                   | フック                                   | バート・ガン                   |
| WFW (WWF)                                         | シルバー・ガスト             | エロトマニア               | 急所パンチ                               | ゴールダスト                   |
| WFW (WWF)                                         | ペンタゴン                   | 仮面愛国者                 | ダイビングショルダーアタック             | パトリオット                   |
| WFW (WWF)                                         | ダリル・ファームス           | アイアンマッスル           | 元祖フランケンシュタイナー               | ダグ・ファーナス               |
| WFW (WWF)                                         | 船越栄一                     | 孤高の夢追い人             | 飛びつき前方回転裏膝十字固め             | 船木勝一                       |
| WFW (WWF)                                         | ルイツ・ジェイク             | ゴールドイリュージョン     | 逆エビ反り固め                           | クリス・ジェリコ               |
| WFW (WWF)                                         | ボニー・グローバル           | 鎖国の核弾頭               | タイガードライバー                       | ダニー・クロファット           |
| WFW (WWF)                                         | ジャイアント・ロシュモフ★    | 人間山脈                   | エルボードロップホールド                 | アンドレ・ザ・ジャイアント     |
| GONGS （リングス）                                | 峰村崇                       | Uの落とし子                | 膝十字固め                               | 田村潔司                       |
| GONGS （リングス）                                | 河本信宏                     | ゴングスの彗星             | フロントネックロック                     | 山本宜久                       |
| GONGS （リングス）                                | 宝坂大志                     | バイオニクスソルジャー     | 三角締め                                 | 高阪剛                         |
| GONGS （リングス）                                | リカード・ガブリエル         | 魔獣の剛拳                 | 正拳突きラッシュ                         | ビターゼ・タリエル             |
| GONGS （リングス）                                | ウォルフ・バーン             | コマンドウルフ             | 飛びつきクロスヒールホールド             | ヴォルク・ハン                 |
| GONGS （リングス）                                | リック・グレイ               | ファイティングサイボーグ   | サイバーマシンガンキック                 | ディック・フライ               |
| GONGS （リングス）                                | ランス・ハイマン             | ブルドッグ・ファイター     | ハイマン蹴り                             | ハンス・ナイマン               |
| GONGS （リングス）                                | 冴刃明★                      | 世界の格闘王               | キャプチュード                           | 前田日明                       |
| S-1 (K-1)                                         | 佐岳雅之                     | 怪獣殿下                   | サイバーニーリフト                       | 佐竹雅昭                       |
| S-1 (K-1)                                         | チーター・カール             | S1の覇者                   | 突き放しハイキック                       | ピーター・アーツ               |
| S-1 (K-1)                                         | ホーネット・ゴースト         | 黒き稲妻                   | ライトニングコンビネーション             | アーネスト・ホースト           |
| S-1 (K-1)                                         | ベイク・ゲルハルト           | 荒ぶる豪腕                 | ダイナマイトパンチラッシュ               | マイク・ベルナルド             |
| S-1 (K-1)                                         | アンドレ・ファグ             | 鉄腕                       | 踵落とし                                 | アンディ・フグ                 |
| 格闘探検隊バトレーション （格闘探偵団バトラーツ） | 石原冬威                     | 剛勇戦士                   | 卍固め                                   | 石川雄規                       |
| 格闘探検隊バトレーション （格闘探偵団バトラーツ） | 引田大作                     | バチバチファイター         | ソバットコンビネーション                 | 池田大輔                       |
| 格闘探検隊バトレーション （格闘探偵団バトラーツ） | ヘラクレス大月               | スープレックスマスター     | ドラゴンスープレックスホイップ           | アレクサンダー大塚             |
| 格闘探検隊バトレーション （格闘探偵団バトラーツ） | 小野崎隆                     | ドンパチファイター         | 卍固め                                   | 小野武志                       |
| ハイクラス （パンクラス）                         | 桧垣誠                       | ハイブリッドレスラー       | チョークスリーパー                       | 船木誠勝                       |
| ハイクラス （パンクラス）                         | 観月みつる                   | カミソリファイター         | クルックヘッドシザース                   | 鈴木みのる                     |
| ハイクラス （パンクラス）                         | 八薙護                       | 親分                       | アンクルホールド                         | 山田学                         |
| ハイクラス （パンクラス）                         | ボス・ドッケン               | 秒殺ソルジャー             | ストレート掌底                           | バス・ルッテン                 |
| THREE-A (AAA)                                     | E・サントス                  | 仮面の聖者                 | 拷問キャメルクラッチ                     | エル・イホ・デル・サント       |
| THREE-A (AAA)                                     | ネグレクト・カオス           | メヒコの魔豹               | ラ・マヒストラル                         | ネグロ・カサス                 |
| THREE-A (AAA)                                     | D・シルバーJr.               | 白い魔人                   | ゆきぐにドライバー2                      | ドクトル・ワグナー・ジュニア   |
| THREE-A (AAA)                                     | マスカラ・イーグル★          | 荒鷲仮面                   | ダイビングボディアタック                 | ドス・カラス                   |
| THREE-A (AAA)                                     | マスカラ・コンドル★          | 仮面大帝                   | フライングクロスチョップ                 | ミル・マスカラス               |
| 格闘家                                            | 野川康哉                     | ジュードーファイター       | 胴締めスリーパーホールド                 | 小川直也                       |
| 格闘家                                            | センネン木下                 | バーリトゥードの帝王       | 馬乗りパンチ                             | エンセン井上                   |
| 格闘家                                            | 加藤史也                     | バーリトゥードの貴公子     | ヒールホールド                           | 佐藤ルミナ                     |
| 格闘家                                            | ヘラクレス・アレビン         | 最強の人類                 | アレビンズリフト                         | アレクサンドル・カレリン       |
| 格闘家                                            | ニクソン・ステイシー         | バーリトゥードの血族       | チョークスリーパー                       | ヒクソン・グレイシー           |
| 格闘家                                            | ジェネラル・ボルドー         | 喧嘩屋                     | 喧嘩屋ラッシュ                           | ジェラルド・ゴルドー           |
| 格闘家                                            | トーマス・スミット           | リングの戦略家             | バックスピンコンビネーション             | モーリス・スミス               |
| 格闘家                                            | ボーン・クライ               | マッドファイター           | ダイナマイトパンチラッシュ               | ドン・フライ                   |
| 格闘家                                            | ネバーランド・ロッシュ★      | 地下プロレスの覇者         | 高速ダブルアームスープレックス           | ローランド・ボック             |
| FREE                                              | 真田伸久                     | 戦乱の荒武者               | 腕ひしぎ逆十字固め                       | 高田延彦                       |
| FREE                                              | 梶原丈                       | サブミッションファイター   | 脇固め                                   | 藤原喜明                       |
| FREE                                              | 安藤障二                     | ビッグマウス               | 変形四の字固め                           | 安生洋二                       |
| FREE                                              | 朱井勝也                     | 再起の剛勇                 | フライングニールキック                   | 長井満也                       |
| FREE                                              | 矢野尚樹                     | フライングパンサー         | タイガースープレックス                   | 佐野直喜                       |
| FREE                                              | 山杜慶一                     | ゴールデンボーイ           | スリーパーホールド                       | 山本喧一                       |
| FREE                                              | S・ドルフィン                | 浪花の彗星                 | 元祖スイングDDT                          | スペル・デルフィン             |
| FREE                                              | NATO                         | 平成の竜馬                 | ダイビングセントーン                     | SATO                           |
| FREE                                              | 橋澤直弘                     | 東北の流れ星               | ダイビング延髄斬り                       | 星川尚浩                       |
| FREE                                              | 神楽坂真人                   | リングの疾風               | スイングフランケンシュタイナー           | 薬師寺正人                     |
| LEGEND                                            | グレート・パンサー           | 夢幻のシューター           | チキンウイングフェイスロック             | スーパータイガー               |
| LEGEND                                            | 力皇斬★                      | マットの創世主             | 袈裟斬りチョップ                         | 力道山                         |
| LEGEND                                            | カルロス・クラウザー★        | 孤高の神様                 | ジャーマンスープレックス                 | カール・ゴッチ                 |
| LEGEND                                            | R・J・フェイズ★              | 不敗の鉄人                 | 高速バックドロップ                       | ルー・テーズ                   |

## 移植版
| No. | タイトル                  | 発売日        | 対応機種                                                 | 開発元     | 発売元                 | メディア                            | 型式 | 備考 | 出典        |
| --- | ------------------------- | ------------- | -------------------------------------------------------- | ---------- | ---------------------- | ----------------------------------- | ---- | ---- | ----------- |
| 1   | ファイヤープロレスリングG | 2009年2月25日 | PlayStation 3 PlayStation Portable (PlayStation Network) | ヒューマン | スパイク・チュンソフト | ダウンロード （ゲームアーカイブス） | -    |      | [ 4 ] [ 5 ] |

## スタッフ
- ゲーム製作スタッフ
  - メインプランニング：田村季章
  - アシスタントプランニング：松本朋幸、愛甲剛
  - メインプログラム：愛甲剛
  - アシスタントプログラム：田辺哲也、米田晃人、小澤武彦
  - レスラーグラフィック：渡川和久、米澤宏之、大谷篤志
  - 技アニメーション：渡川和久、田村季章
  - リングモデリング：原田誠
  - インフォメーショングラフィック：杉本学
  - ディレクター：田村季章
- キャラクタビジュアルスタッフ
  - キャラ演出：大島康弘
  - 背景演出：加瀬充子
  - 作画監督：高橋英樹
  - 原画：池田裕治、佐村義一、坂本修司、浜崎賢一、田中智子、片貝稔、高橋英樹
  - 動画検査：宮田知子
  - 動画：矢地久子、太田久美子、吉田隆彦、米本亨、宮田知子
  - 色指定：勝野寛史
  - 仕上：関根保浩、池田真理子、花岡彩子、林文江、本間茂明
  - 仕上検査：勝野寛史
  - 美術監督：中座洋次
  - 美術：武藤憲市、堀壮太郎
  - 背景スキャンチーフ：清水満政
  - 背景スキャン：鈴木美保
  - 編集：川西泰二、松浦裕暁
  - 制作進行：松岡哲也
  - 制作デスク：工藤博
  - プロデューサー：市万田俊也
  - 制作：スタジオD-VOLT
- サウンドスタッフ
  - 音響効果：山崎正通
  - 作曲：後藤重満、国分康人
  - 声優ブッキング：保本真吾
  - レスラーボイス：小関一、宇垣秀成、河野智之、熊谷正行、ピーター・ストーン、ナイジェル・ホッジ、パトリック・ハーラン、梶村ひろこ、笠原麗
  - 録音スタジオ：スタジオ・サウンド・シップ
  - 録音エンジニア：野川靖友
  - 協力：81プロデュース、ミッキーズカンパニー、ザ・ニュース
- マネージメントスタッフ
  - プロデューサー：黒田志郎
  - エグゼクティブ・プロデューサー：喜多二郎、山田和彦
- サンクス
  - オリジナルゲームデザイン：増田雅人

## 評価
- ゲーム誌『ファミ通』の「クロスレビュー」における評価は、8・7・8・8の合計31点（満40点）でシルバー殿堂入りを獲得した[9][6]。レビュアーはセガサターン版からの追加要素に関して称賛する意見を多く挙げており、酒井K太およびルパン小島は登場レスラーやエディット機能の増加を絶賛した他、初心者への配慮がされている点も肯定的に評価、風のように永田は「ウインドーまわりや絵など誰もが歓迎する進化はまだまだある」と評価した[9]。また、プロレスの再現度を称賛する意見も挙げられ、永田は「残り体力や技の入力タイミングを隠すことにより生じるプロレス特有の流れは、描写力や技術力で生み出されるものではないゆえ貴重だ」、ササキMk.IIは「ファンにはたまらんほど魅力的」、小島は「ドット絵で描きこまれた丁寧な作り込みは好感色」とそれぞれ称賛した[9]。一方で、酒井による「隠れキャラは強すぎるような気がする」、永田による「プロレスファンがわびさびで楽しむゲームに落ち着いた感も」、ササキによる「技を出すタイミングが超キビシイ」など否定的な意見も出された[9]。

- ゲーム本『プロレススーパーゲーム列伝』では、ゲームシステムがセガサターン版と同様である事を指摘した上で、ストーリーモードやエディットキャラクター専用の勝ち抜きウォッチモードの追加などに関して称賛した[8]。